# Lijst van bisschoppen en aartsbisschoppen van Parijs
Dit is de lijst van bisschoppen en aartsbisschoppen van het aartsbisdom Parijs.

## Bisschoppen

### Oudheid
| Bisschoppen van Parijs tijdens de oudheid | Bisschoppen van Parijs tijdens de oudheid | Bisschoppen van Parijs tijdens de oudheid |
| ----------------------------------------- | ----------------------------------------- | ----------------------------------------- |
| 240 -250                                  | Dionysius van Parijs                      | Eerste bisschop van Parijs, martelaar.    |
| 250-255                                   | Mallon                                    |                                           |
| 255-260                                   | Masse                                     |                                           |
| 260-265                                   | Marcus                                    |                                           |
| 265-344                                   | Adventus                                  |                                           |
| 344-346                                   | Victorinus                                |                                           |
| 360-?                                     | Paulus                                    |                                           |
| ca. 376-ca. 400                           | Prudentius                                |                                           |
| 405-435                                   | Marcellus van Parijs                      |                                           |
| ?-?                                       | Vivianus                                  |                                           |
| ?-?                                       | Felix                                     |                                           |
| ?-?                                       | Flavianus                                 |                                           |
| ?-?                                       | Ursicinus                                 |                                           |

### Vroege middeleeuwen
| Bisschoppen van Parijs tijdens de vroege middeleeuwen | Bisschoppen van Parijs tijdens de vroege middeleeuwen | Bisschoppen van Parijs tijdens de vroege middeleeuwen             |
| ----------------------------------------------------- | ----------------------------------------------------- | ----------------------------------------------------------------- |
| ?-?                                                   | Apedinus                                              |                                                                   |
| 511-ca. 525                                           | Heraclius                                             | Nam deel aan het Concilie van Orléans in 511.                     |
| 525-533                                               | Probatius                                             |                                                                   |
| 533-545                                               | Amelius                                               | Nam deel aan de Concilies van Orléans in 533, 538 en 541.         |
| 545-552                                               | Saffaracus                                            | Nam deel aan het Concilie van Orléans in 549.                     |
| ca. 550-555                                           | Eusebius                                              |                                                                   |
| 555-576                                               | Germanus van Parijs                                   |                                                                   |
| 576-591                                               | Ragnemod                                              | Broer van Faramodus.                                              |
| ca. 592-?                                             | Eusebius II                                           | Van oorsprong een Syriër.                                         |
| ?-?                                                   | Faramodus                                             | Broer van Ragnemod.                                               |
| ca. 601-606                                           | Simplicius                                            |                                                                   |
| 606-625                                               | Ceraunus van Parijs                                   | Nam deel aan het Concilie van Parijs in 614.                      |
| 625-626                                               | Leudebert                                             | Nam deel aan het Concilie van Clichy in 626-627.                  |
| 626-644                                               | ?                                                     |                                                                   |
| 644-650                                               | Audebert (Aubert)                                     | Nam deel aan het Concilie van Chalon-sur-Saône tussen 647 en 653. |
| 650-656                                               | Landericus van Parijs                                 |                                                                   |
| 656-663                                               | Chrotbert                                             |                                                                   |
| ?-?                                                   | Sigebrand                                             | Werd vermoord in 664 of 665.                                      |
| ?-666                                                 | Importunus                                            |                                                                   |
| 666-680                                               | Agilbert van Parijs                                   | Nam deel aan het Concilie van Whitby in 664.                      |
| 690-692                                               | Sigefridus                                            |                                                                   |
| 693-698                                               | Turnoald                                              |                                                                   |
| ?-?                                                   | Adulphus                                              |                                                                   |
| ?-?                                                   | Bernechaire                                           |                                                                   |
| 724-730                                               | Hugo van Rouen                                        |                                                                   |
| ?-?                                                   | Merseidus                                             |                                                                   |
| ?-?                                                   | Fedolus                                               |                                                                   |
| ?-?                                                   | Ragnecapt                                             |                                                                   |
| ?-?                                                   | Radbert                                               |                                                                   |
| ?-?                                                   | Madalbert                                             |                                                                   |
| 757-ca. 775                                           | Deofridus                                             | Nam deel aan het Concilie van Compiègne in 757.                   |
| 775-ca. 795                                           | Eschenradus I                                         | Stelde voor het eerst kanunniken aan in Parijs.                   |
| ca. 809-?                                             | Ermanfridus                                           |                                                                   |
| 811-831                                               | Inchadus                                              |                                                                   |
| 832-857                                               | Eschenradus II                                        | Nam deel aan het Concilie van Thionville in februari 835.         |
| 858-870                                               | Aeneas van Parijs                                     |                                                                   |
| 871-883                                               | Ingelvinus                                            |                                                                   |
| 884-886                                               | Goslin                                                | Voerde mede de strijd tegen de invallen van de Vikingen.          |
| 886-911                                               | Anscharic                                             |                                                                   |
| 911-922                                               | Theodulphus                                           |                                                                   |
| 922-926                                               | Fulrade                                               |                                                                   |
| 927-ca. 935                                           | Adelhelm                                              |                                                                   |
| 937-941                                               | Walter I                                              |                                                                   |
| ?-?                                                   | Albericus                                             |                                                                   |
| ca. 954-?                                             | Constantius                                           |                                                                   |
| ?-?                                                   | Garinus                                               |                                                                   |
| 979-980                                               | Reinhout I                                            |                                                                   |
| 987-989                                               | Elisiardus                                            |                                                                   |
| 991-992                                               | Engelbert                                             |                                                                   |

### Hoge en late middeleeuwen
| Bisschoppen van Parijs tijdens de hoge en late middeleeuwen | Bisschoppen van Parijs tijdens de hoge en late middeleeuwen | Bisschoppen van Parijs tijdens de hoge en late middeleeuwen |
| ----------------------------------------------------------- | ----------------------------------------------------------- | ----------------------------------------------------------- |
| 992-1017                                                    | Reinoud van Vendôme                                         | Kanselier van Frankrijk onder Hugo Capet.                   |
| 1017-1020                                                   | Azelinus                                                    |                                                             |
| 1020-1030                                                   | Franco van Parijs                                           |                                                             |
| 1030-1060                                                   | Humbert de Vergy                                            |                                                             |
| 1061-1095                                                   | Godfried van Boulogne                                       |                                                             |
| ca. 1095-1101                                               | Willem van Montfort                                         |                                                             |
| 1102-1104                                                   | Fulko van Parijs                                            |                                                             |
| 1104-1116                                                   | Galon                                                       |                                                             |
| 1116-1123                                                   | Gilbert                                                     |                                                             |
| ca. 1123-1141                                               | Stefaan van Senlis                                          |                                                             |
| ca. 1143-1159                                               | Thibaut                                                     |                                                             |
| 1159-1160                                                   | Petrus Lombardus                                            |                                                             |
| 1160-1196                                                   | Mauritius van Sully                                         | Bouwheer van de Notre-Dame van Parijs.                      |
| 1197-1208                                                   | Odo van Sully                                               |                                                             |
| 1208-1219                                                   | Pierre II de la Chapelle                                    |                                                             |
| 1220-1223                                                   | Willem van Seignelay                                        | Tussen 1207 en 1219 was hij bisschop van Auxerre.           |
| 1224-1227                                                   | Bartholomeus                                                |                                                             |
| 1228-1249                                                   | Willem van Auvergne                                         |                                                             |
| 1249- 1249                                                  | Walter II van Château-Thierry                               |                                                             |
| 1250-1268                                                   | Reinoud III Mignon de Corbeil                               |                                                             |
| 1268-1279                                                   | Stefanus van Orleans                                        |                                                             |
| 1280-?                                                      | Jean de Allodio                                             |                                                             |
| 1280-1288                                                   | Reinoud IV de Hombliéres                                    |                                                             |
| ca. 1289-?                                                  | Adenolfus de Comitibus de Anagnia                           |                                                             |
| 1290-1304                                                   | Simon Matifas de Bucy                                       |                                                             |
| 1304-1319                                                   | Willem Baufet                                               |                                                             |
| 1320-1325                                                   | Étienne de Bourret                                          |                                                             |
| 1325-1332                                                   | Hugo II Michel de Besançon                                  |                                                             |
| 1332-1342                                                   | Willem V de Chanac                                          |                                                             |
| 1342-1349                                                   | Fulko II de Chanac                                          |                                                             |
| 1349-1350                                                   | Audouin Aubert                                              |                                                             |
| 1350-1352                                                   | Pierre de La Forest                                         |                                                             |
| 1352-1363                                                   | Jean de Meulan                                              | Vroegere bisschop van Noyon.                                |
| 1363-1373                                                   | Étienne de Poissy                                           | Kardinaal.                                                  |
| 1373-1384                                                   | Aymeric de Magnac                                           |                                                             |
| 1384-1409                                                   | Pierre II d'Orgemont                                        | Vroegere bisschop van Thérouanne.                           |
| 1409-1420                                                   | Gerard van Montagu                                          | Vroegere bisschop van Poitiers.                             |
| 1420-1421                                                   | Jean Courtecuisse                                           |                                                             |
| 1421-1422                                                   | Jean de la Rochetaillée                                     |                                                             |
| 1423-1426                                                   | Jean de Nant                                                | Vroegere bisschop van Vienne.                               |
| 1427-1438                                                   | Jacques du Chastelier                                       |                                                             |
| 1439-1447                                                   | Denis du Moulin                                             |                                                             |
| 1447-1472                                                   | Guillaume Chartier                                          |                                                             |
| 1473-1492                                                   | Louis de Beaumont de la Forêt                               |                                                             |
| 1492-1492                                                   | Gérard Gobaille                                             |                                                             |

### Vroegmoderne tijd
| Bisschoppen van Parijs tijdens de vroegmoderne tijd | Bisschoppen van Parijs tijdens de vroegmoderne tijd | Bisschoppen van Parijs tijdens de vroegmoderne tijd |
| --------------------------------------------------- | --------------------------------------------------- | --------------------------------------------------- |
| 1492-1502                                           | Jean-Simon de Champigny                             |                                                     |
| 1503-1519                                           | Etienne de Poncher                                  |                                                     |
| 1519-1532                                           | François Poncher                                    |                                                     |
| 1532-1551                                           | Jean du Bellay                                      | Kardinaal.                                          |
| 1551-1563                                           | Eustache du Bellay                                  |                                                     |
| 1564-1568                                           | Guillaume Viole                                     |                                                     |
| 1573-1598                                           | Pierre de Gondi                                     | Kardinaal. Vroegere bisschop van Langres.           |
| 1598-1622                                           | Henri de Gondi                                      | Kardinaal.                                          |

## Aartsbisschoppen
| Aartsbisschoppen van Parijs | Aartsbisschoppen van Parijs                    | Aartsbisschoppen van Parijs                         |
| --------------------------- | ---------------------------------------------- | --------------------------------------------------- |
| 1622-1654                   | Jean-François de Gondi                         | geen kardinaal                                      |
| 1654-1662                   | Jean François Paul de Gondi                    | kardinaal van Retz                                  |
| 1662-1664                   | Pierre de Marca                                |                                                     |
| 1664-1671                   | Hardouin de Péréfixe de Beaumont               |                                                     |
| 1671-1695                   | François Harlay de Champvallon                 | eerste hertog van Saint-Cloud                       |
| 1695-1729                   | Louis Antoine de Noailles                      | kardinaal, hertog van Saint-Cloud                   |
| 1729-1746                   | Charles Gaspard Guillaume de Vintimille du Luc | oud-aartsbisschop van Aix, hertog van Saint-Cloud   |
| 1746-1746                   | Jacques Bonne-Gigault de Bellefonds            | oud-aartsbisschop van Arles, hertog van Saint-Cloud |
| 1746-1781                   | Christophe de Beaumont                         | hertog van Saint-Cloud                              |
| 1781-1802                   | Antoine-Éléonor-Léon Leclerc de Juigné         | laatste hertog van Saint-Cloud                      |
| 1791-1793                   | Jean-Baptiste Gobel                            | constitutioneel bisschop                            |
| 1798-1801                   | Jean-Baptiste Royer                            | constitutioneel bisschop                            |
| 1802-1808                   | Jean Baptiste de Belloy                        | kardinaal                                           |
| 1810-1814                   | Jean-Sifrein Maury                             | kardinaal (niet erkend)                             |
| 1817-1821                   | Alexandre Angélique de Talleyrand-Périgord     | kardinaal                                           |
| 1821-1839                   | Hyacinthe-Louis de Quélen                      |                                                     |
| 1840-1848                   | Denys Affre                                    |                                                     |
| 1848-1857                   | Marie-Dominique-Auguste Sibour                 |                                                     |
| 1857-1862                   | François-Nicolas-Madeleine Morlot              | kardinaal                                           |
| 1863-1871                   | Georges Darboy                                 |                                                     |
| 1871-1886                   | Joseph-Hippolyte Guibert                       | kardinaal                                           |
| 1886-1908                   | François-Marie-Benjamin Richard                | kardinaal                                           |
| 1908-1920                   | Léon-Adolphe Amette                            | kardinaal                                           |
| 1920-1929                   | Louis-Ernest Dubois                            | kardinaal                                           |
| 1929-1940                   | Jean Verdier                                   | kardinaal                                           |
| 1940-1949                   | Emmanuel Suhard                                | kardinaal                                           |
| 1949-1966                   | Maurice Feltin                                 | kardinaal                                           |
| 1966-1968                   | Pierre Veuillot                                | kardinaal                                           |
| 1968-1981                   | François Marty                                 | kardinaal                                           |
| 1981-2005                   | Jean-Marie Lustiger                            | kardinaal                                           |
| 2005-2017                   | André Vingt-Trois                              | kardinaal                                           |
| 2017-2021                   | Michel Aupetit                                 |                                                     |
| 2022-heden                  | Laurent Ulrich                                 |                                                     |